# Sithon meduaua
Sithon meduaua är en fjärilsart som beskrevs av William Chapman Hewitson 1869. Sithon meduaua ingår i släktet Sithon och familjen juvelvingar. Inga underarter finns listade i Catalogue of Life.